# المشاركة العربية في الألعاب الأولمبية الصيفية 1964
هذه القائمة مخصصة لتوثيق مشاركة الدول العربية في الألعاب الأولمبية الصيفية 1964، حيث شارك 121 رياضياً من قرابة 5,151 في هذه الدورة من الألعاب الأولمبية الصيفية التي أُقيمت في طوكيو. شهدت مشاركة الجزائر لأول مرة.

## أصحاب الميداليات
| الميدالية | الاسم        | الرياضة     | المُسابقة         | التاريخ   |
| --------- | ------------ | ----------- | ---------------- | --------- |
| فضية      | محمد القمودي | ألعاب القوى | سباق 10.000 متر  | 14 أكتوبر |
| برونزية   | حبيب قلحية   | الملاكمة    | وزن خفيف المتوسط | 23 أكتوبر |

## مراكز الدول العربية
| الترتيب | منتخب   | ذهبية | فضية | برونزية | المجموع |
| ------- | ------- | ----- | ---- | ------- | ------- |
| 29      | تونس    | 0     | 1    | 1       | 2       |
| المجموع | المجموع | 0     | 1    | 1       | 2       |

## المشاركون
كان عدد الرياضيين العرب المشاركين في الألعاب الأولمبية لسنة 1964 كالاَتي:
- مصر (73)
- المغرب (20)
- العراق (13)
- تونس (9)
- لبنان (5)
- الجزائر (1)